# Jarm
Jarm je priimek v Sloveniji, ki ga je po podatkih Statističnega urada Republike Slovenije na dan 1. januarja 2010 uporabljalo 69 oseb.

## Znani nosilci priimka
- Janez Jarm, kolesar
- Katja Jarm, onkologinja
- Rosana Jarm (*1968), pevka sopranistka
- Stane Jarm (1931—2011), kipar
- Tomaž Jarm, elektrotehnik, biokibernetik, univ. prof., predsednik Društva za medicinsko in biološko tehniko Slovenije (DMBTS)
- Vaclav Jarm (*1962), pesnik